# Robin Amaize
Robin Daryl Amaize (* 31. Januar 1994) ist ein deutscher Basketballspieler auf der Position des Aufbau- und Flügelspielers. Er misst 1,96 Meter und steht beim Bundesligisten Rostock Seawolves unter Vertrag.

## Spielerlaufbahn
Amaize stammt aus Gießen, wo er als Jugendlicher in der Nachwuchsabteilung des MTV 1846 Gießen sowie später in der Herrenmannschaft des Vereins (2. Regionalliga) spielte. Zudem kam er in der Nachwuchs-Basketball-Bundesliga für die Giessen 46ers zum Einsatz. Im Laufe der Saison 2012/13, in der die Hessen aus der ersten Liga abstiegen, gab er sein Debüt für den Gießener Verein in der Basketball-Bundesliga. Amaize machte eine Ausbildung zum Sozialassistenten.
Zur Saison 2013/14 wechselte Amaize nach Braunschweig, wo er eine Doppellizenz erhielt, um in der Bundesliga als auch für die Mannschaft des Kooperationspartners Spot Up Medien Baskets Braunschweig in der 2. Bundesliga ProB eingesetzt zu werden. In Braunschweig wurde er von Liviu Călin gefördert. Zu Erstliga-Einsätzen für Braunschweig kam er aber erst in seinem dritten Jahr in Niedersachsen (2015/16), als er 21 Bundesliga-Spiele bestritt und darüber hinaus dank einer Doppellizenz für den MTV Wolfenbüttel von 2012 Herzöge Basketball e.V. in der ProB antrat, nachdem die Braunschweiger Mannschaft in der ProB abgemeldet worden war.
Im Juni 2016 unterschrieb Amaize einen Dreijahresvertrag beim Bundesligisten Medi Bayreuth. Dort spielte er wie in Braunschweig unter Trainer Raoul Korner. In seinem ersten Jahr in Bayreuth kam er in 30 Bundesliga-Spielen zum Einsatz und verbuchte dabei im Schnitt 6,2 Punkte pro Begegnung. 2017/18 vermochte er seine statistischen Werte zu steigern und kam in 34 Bundesliga-Partien auf einen Mittelwert von 6,7 Punkten. Im Juli 2018 wechselte Amaize zum deutschen Meister FC Bayern München. Dort unterschrieb er einen Dreijahresvertrag. Mit dem FCB wurde er im Spieljahr 2018/19 deutscher Meister. Im Vorfeld des Spieljahres 2019/20 wechselte Amaize als Leihspieler für ein Jahr von München zum Bundesligakonkurrenten EWE Baskets Oldenburg und kehrte zum Spieljahr 2020/21 nach München zurück.
Im August 2021 wurde er von den Basketball Löwen Braunschweig verpflichtet, wechselte somit an eine seiner früheren Wirkungsstätten. Im Dezember 2021 zog er sich eine Knieverletzung zu, die eine Operation erforderlich machte. Anfang Oktober 2022 kehrte er am ersten Bundesliga-Spieltag aufs Feld zurück. In Braunschweig war er Mannschaftskapitän.
Mitte Juni 2023 gab Bundesligist Rostock Seawolves Amaizes Verpflichtung bekannt. Mitte Februar 2025 erlitt er einen Knochenbruch in der Hand. Kurz zuvor hatte Amaize mit 32 Punkten seine neue persönliche Bestmarke in einem Bundesliga-Spiel aufgestellt.

### Nationalmannschaft
Im Juli 2016 wurde er erstmals in den Kader der A-Nationalmannschaft berufen, nachdem er zuvor Mitglied der A2-Auswahl des Deutschen Basketball Bundes war. Im August 2017 nahm er mit der deutschen Studentennationalmannschaft an der Sommer-Universiade 2017 in Taipeh teil.

### Erfolge
- Deutscher Meister 2019